# خوسيه غابرييل رودريغيز
خوسيه غابرييل رودريغيز (بالإسبانية: José Gabriel Rodríguez)‏ هو لاعب كرة قدم كولومبي في مركز الهجوم، ولد في 10 نوفمبر 1995 في إدارة بوليفار في كولومبيا. لعب مع Pioneros de Cancún ‏.